# Villa Pignatelli
La villa Pignatelli est une villa et un musée de Naples, dans le Sud de l'Italie. C'est une attraction touristique que la Place devant la Villa Pignatelli, où est installé le monument "Le Pêcheur", réalisé en bronze par le sculpteur Giovanni De Martino en 1920. Cette œuvre représente un pêcheur en train de capturer un crabe.

## Description
La villa est située le long de la Riviera di Chiaia, la route qui délimite le côté nord de la Villa Comunale, sur le front de mer entre Mergellina et Piazza Vittoria. Elle a été construite par Ferdinand Acton en 1826, comme résidence néo-classique qui serait la pièce maîtresse d'un parc. L'atrium central a été déplacé à l'avant du bâtiment et les colonnes doriques attirent encore le regard de la rue, à 50 mètres de distance. 

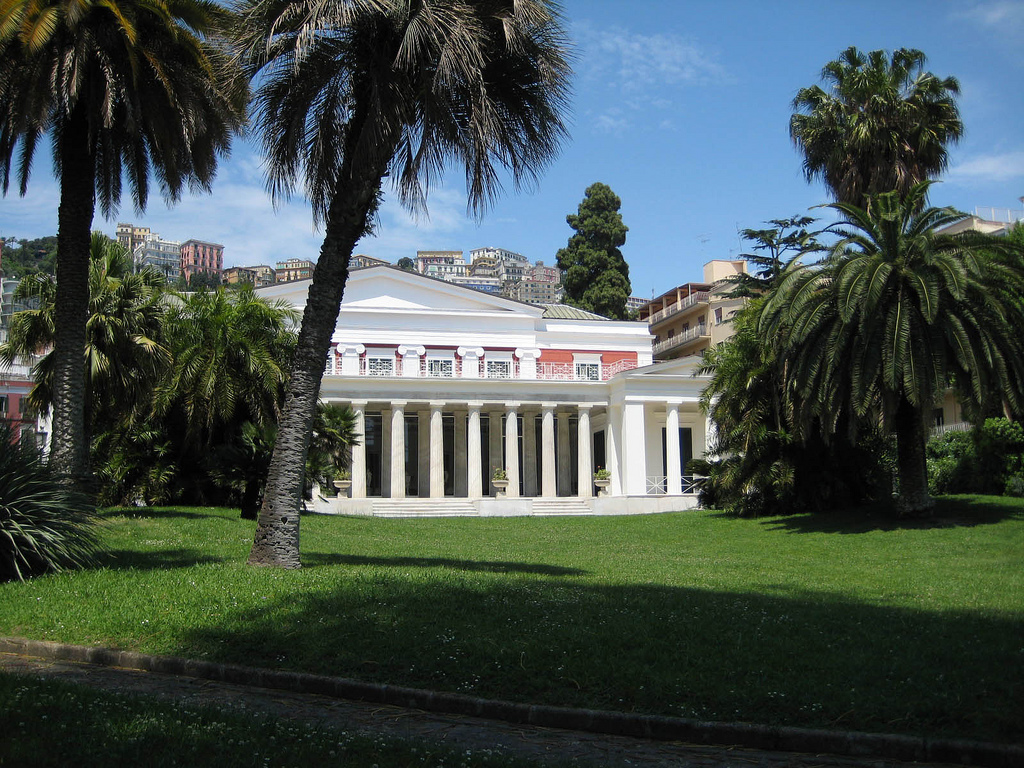
Jardins, à l'avant de la villa
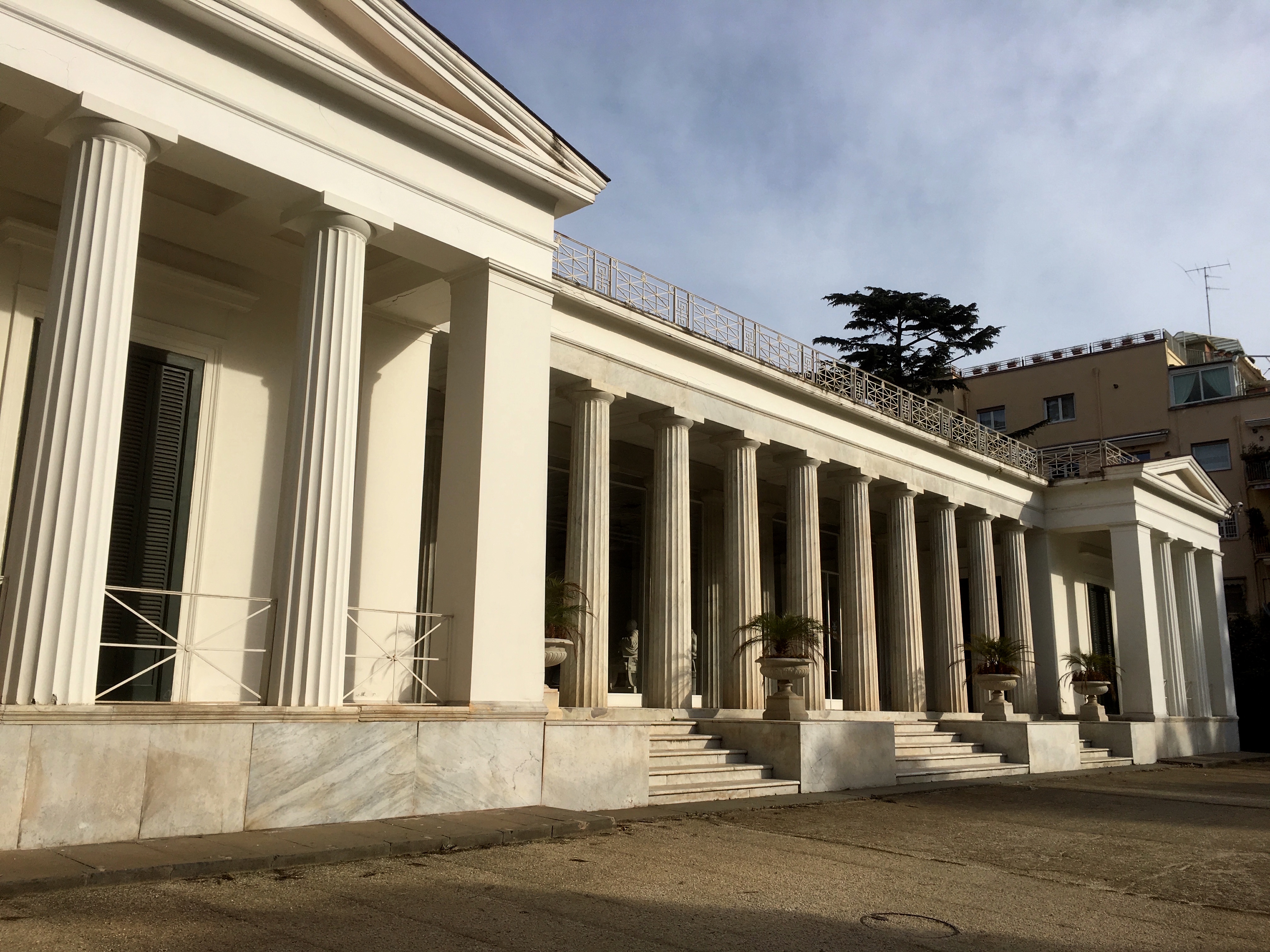
Colonnes doriques
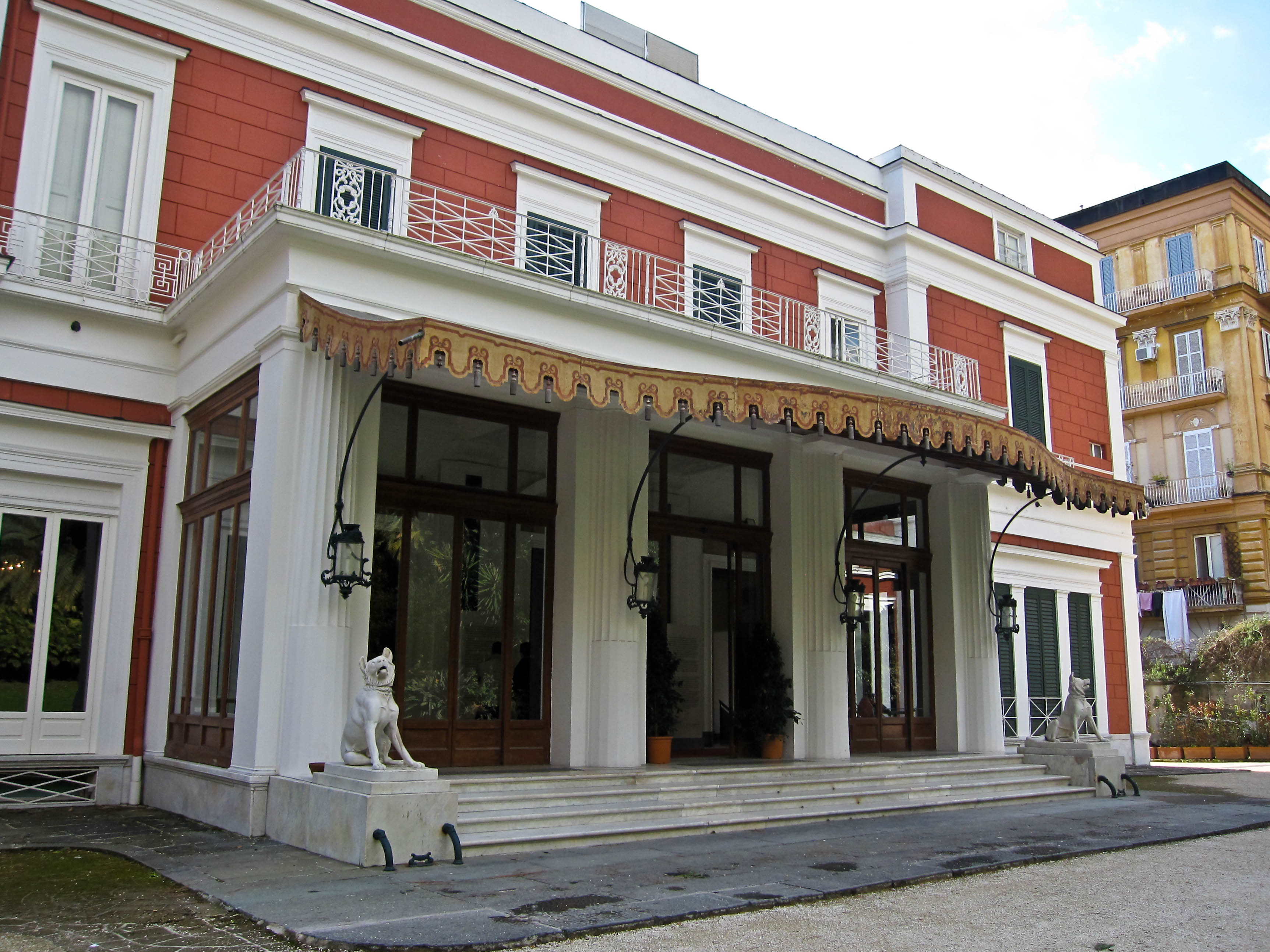
Façade sur rue
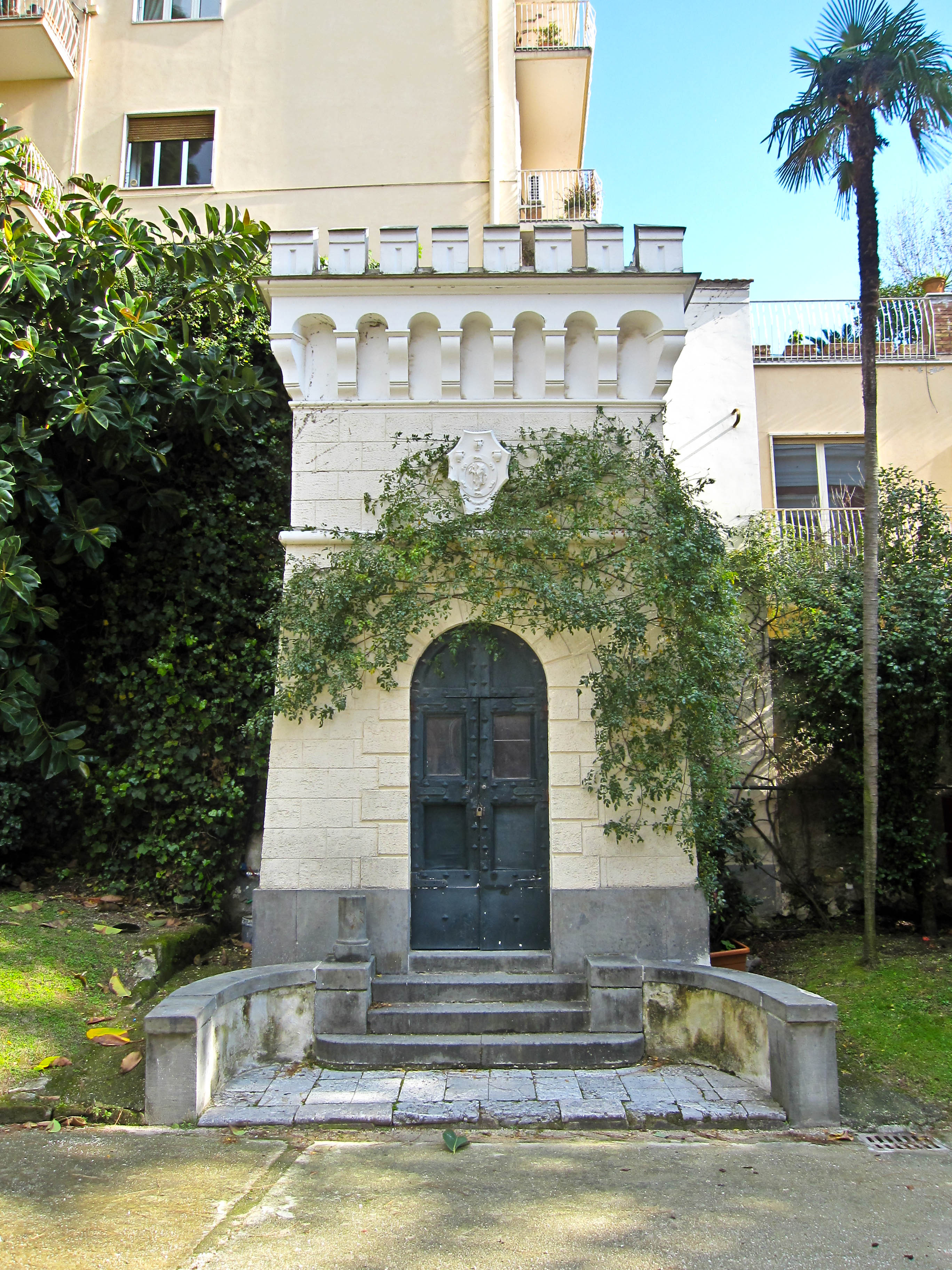
Tour, dans le parc
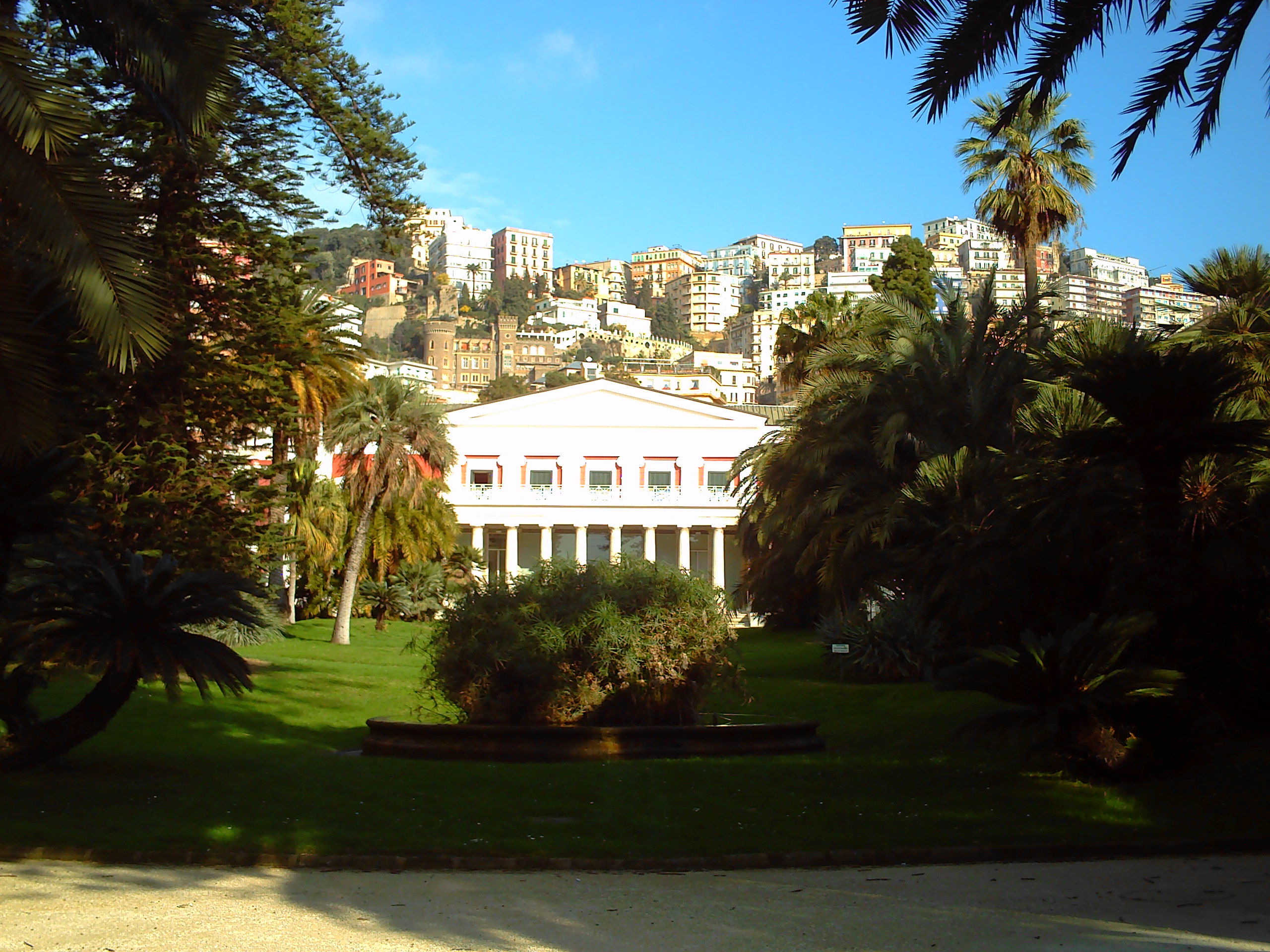
Les jardins

## Propriétaires
La propriété a changé de mains depuis sa construction : en 1841, elle a été achetée par Carl Mayer von Rothschild de la branche allemande de la famille de financiers ; en 1867, la villa est passée au duc de Monteleone, Diego Aragona Pignatelli Cortes, puis à l'État italien en 1952. La villa conserve ses jardins en façade, et abrite dans les anciennes écuries un musée des carrosses et une collection de véhicules français et anglais des XVIIIe et XIXe siècles.

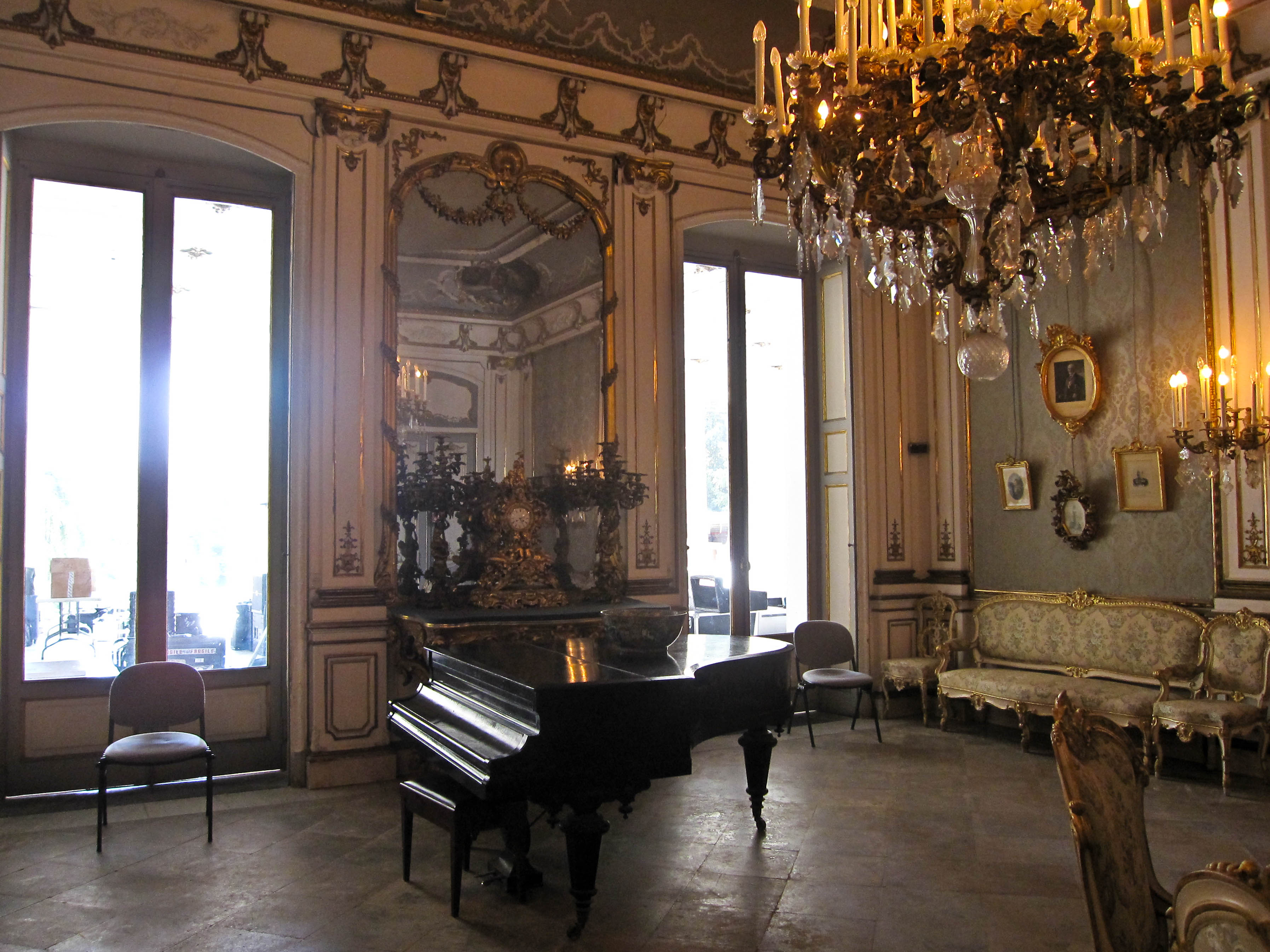
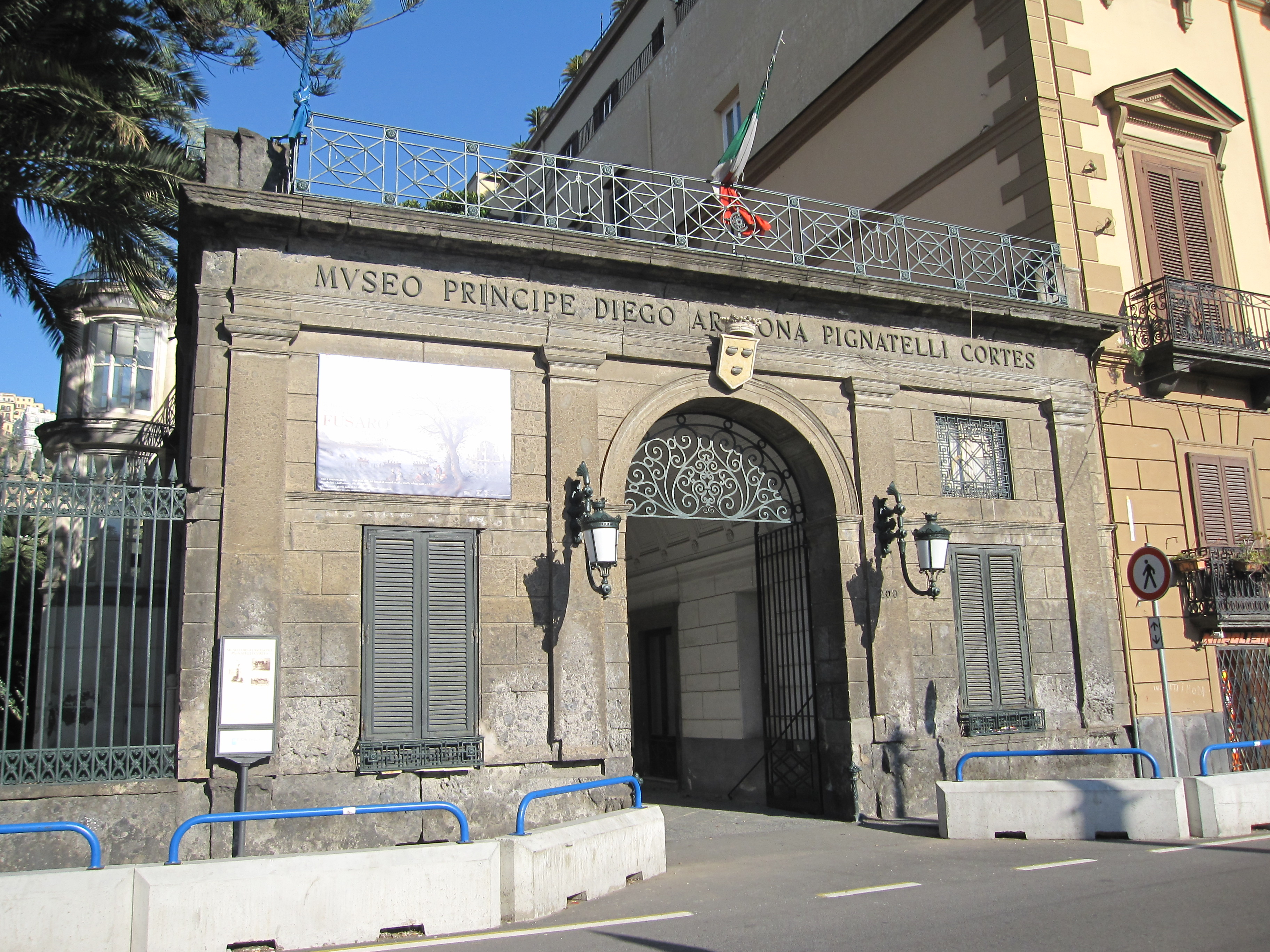
Entrée du musée
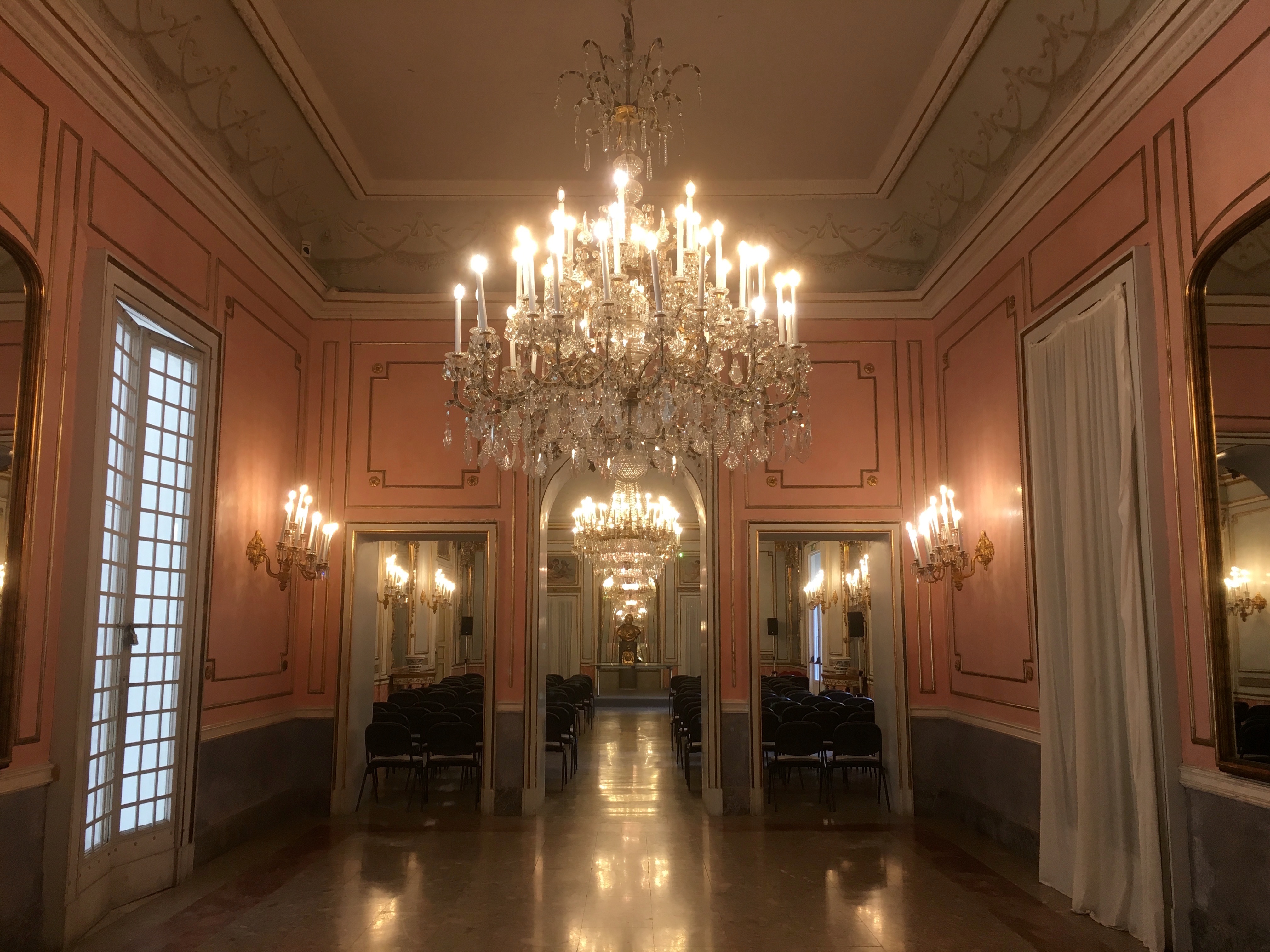
Salle de Bal
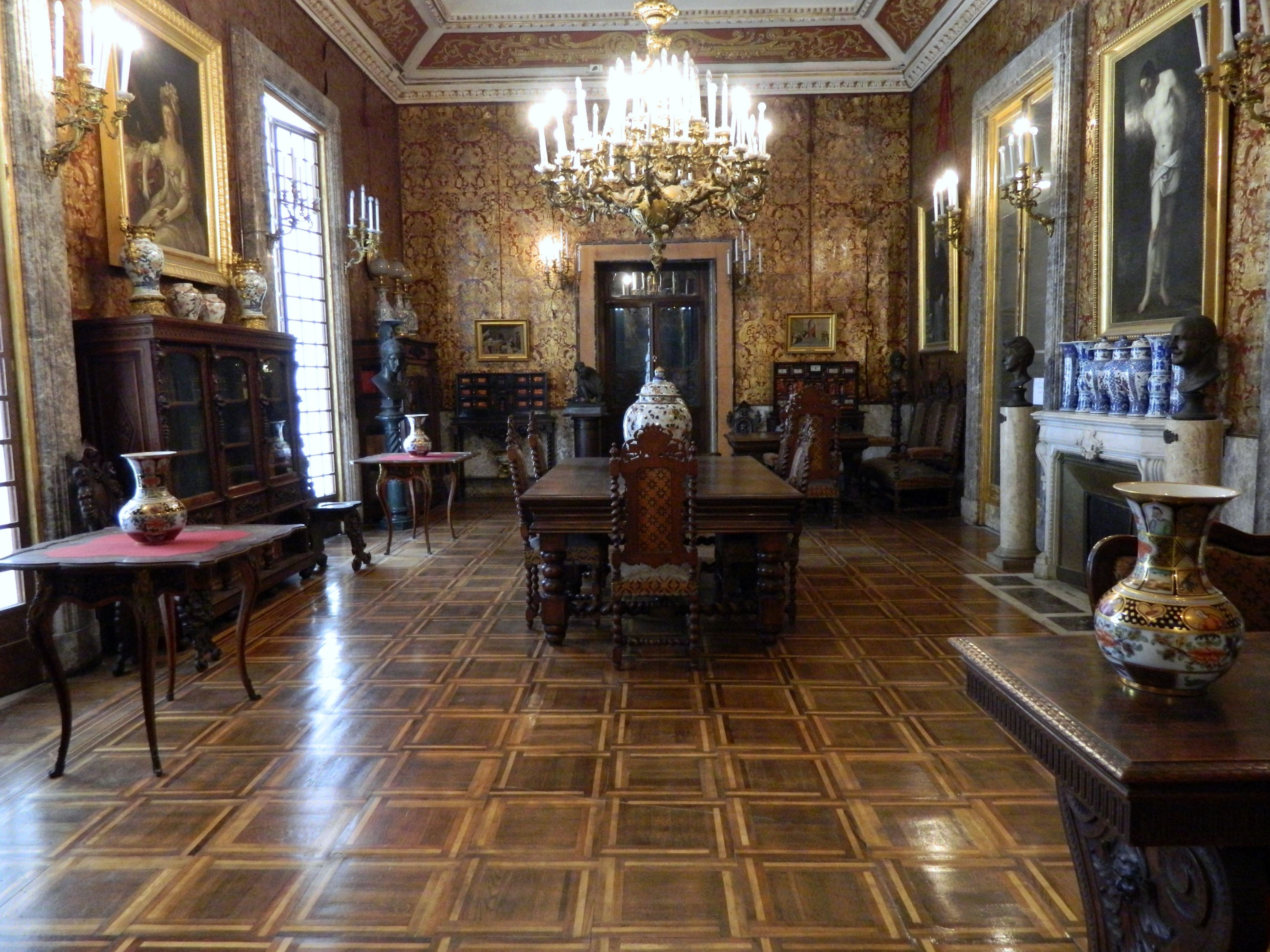
Bibliothèque
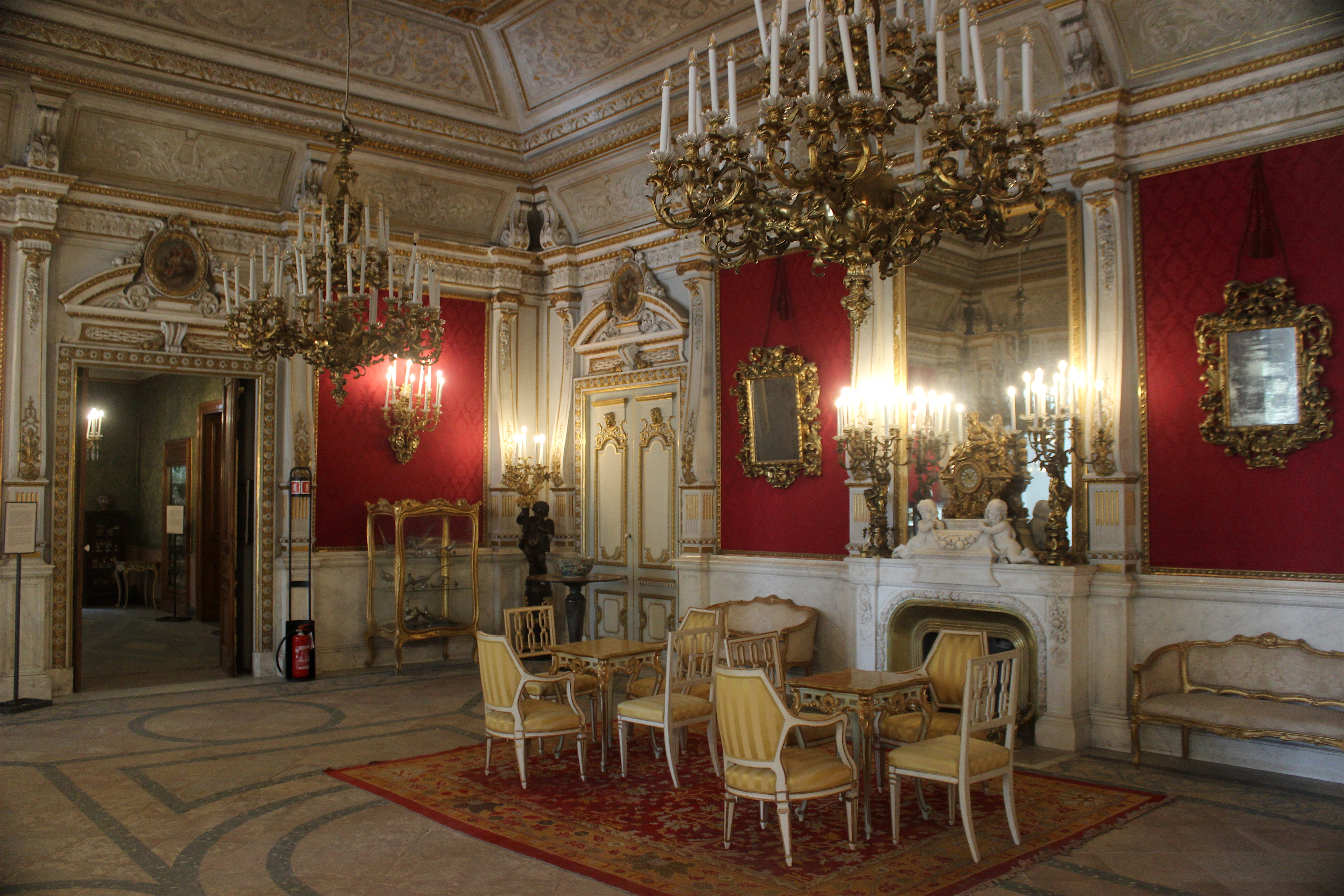
Salon Rouge
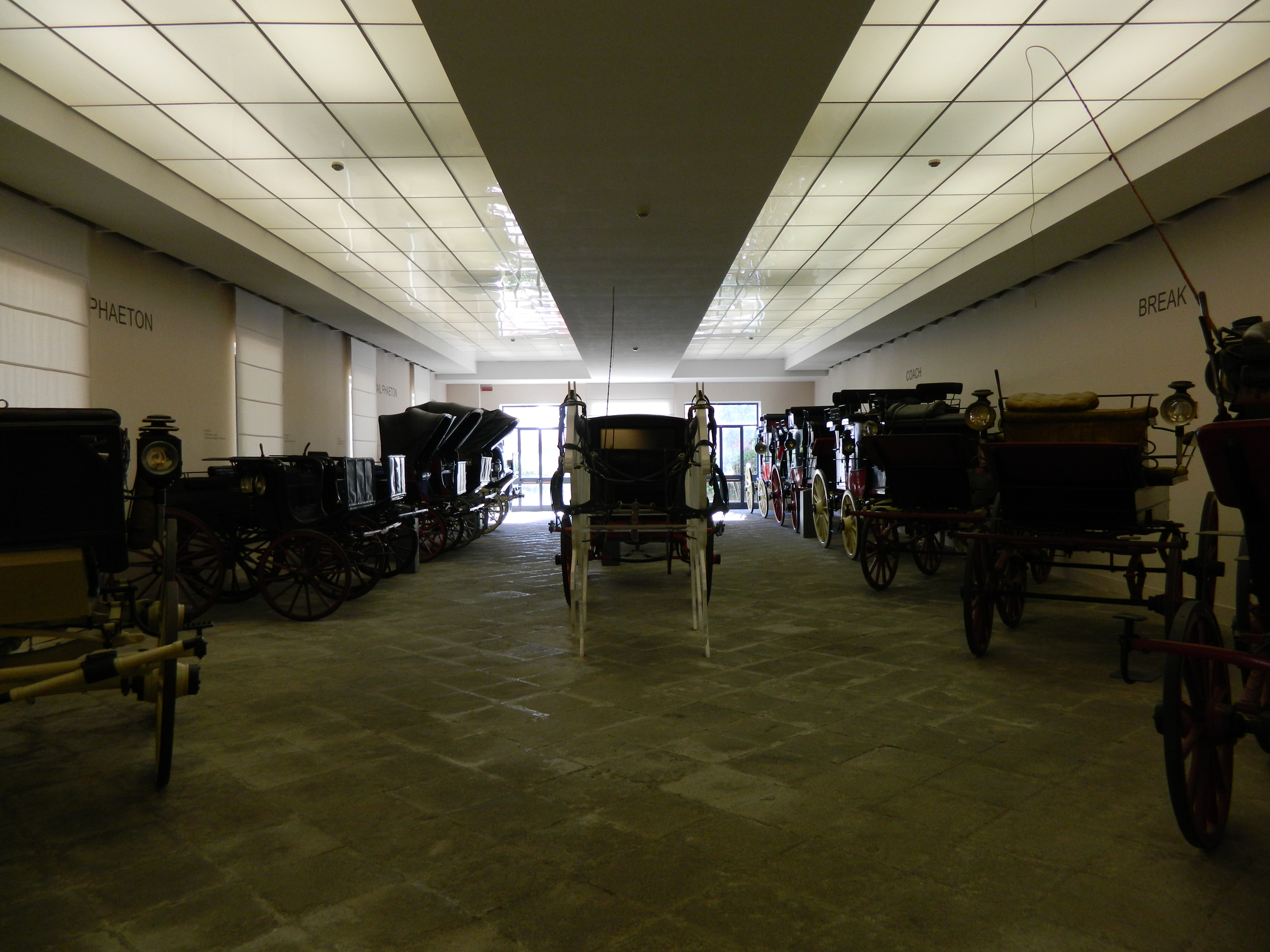
Musée des carrosses